# Doktrina Parot
Doktrina Parot (španjolski:Doctrina Parot) je izraz koji se odnosi na odluku iz 2006. Vrhovnog suda Španjolske o uskrati osobama osuđenim za teška kaznena djela određenih prava proizašlih iz španjolskog zakona koja služe ograničavanju ili smanjenju dopuštenih zatvorskih kazni.

## Zakon
Španjolska je članica Europske unije i ne može promijeniti primjenu kaznenog zakona nakon što je zločin je počinjen što je propis koji je Vrhovni sud prekršio. 
Članak 70. Španjolskog kaznenog zakona iz 197.3 propisivao je maksimalnu duljinu tjelesnog zatvora do 30 godina (nema ograničenja kazne i Henri "Unai" Parot je osuđen na ukupno 4.797 godina). 
Ova 30-godišnja maksimalna kazna mogla je biti dodatno smanjena zbog dobrog ponašanja i sudjelovanja u rehabilitacijskim mjerama, kao što su rad i učenje. Središnji argument tog dijela zakona bio je, da poricanje zatvorenicima barem neke nada oko oslobađanja je okrutna kazna i vjerojatno će uzrokovati da počinitelj postane nasilan i neupravljiv. U kasnijim godinama maksimalna zatvorska kazna je produljena na 40 godina.

## Parotova doktrina
Henri Parot je osuđen 1990. na služenje nekoliko tisuća godina za brojna ubojstava i djela koje je počinio kao sudionik baskijske separatističke organizacije ETA-e, koju španjolske vlade smatra terorističkom organizacijom. 
Vrhovni sud je revidirao njegov slučaj, te je u presudi 28. veljače 2006. donio odluku da se za zločine počinjene prije stupanja na snagu sadašnjeg kaznenog zakona godine 1995, smanjenje ne odnosi na kumulativne maksimalne kazne od 30 godina, već na apsolutnu ukupnu kazne. 
Kako je bio prva osoba kojoj dodijeljena praktički doživotna kazna izvan zakonskog maksimalnog razdoblja, se pojavio izraz Doktrina Parot.

## Uspješna žalba protiv doktrine
Inés del Río Prada, još jedna članica ETA-e, osuđena je 1997. u sličnom kontekstu kao i Parot na kaznu od 3828 zatvora. Prema zakonu iz 1973.  ona je imala pravo biti puštena godine 2008. Vrhovni sud je primijenio doktrinu parot i tako naredio njeno zadržanje u zatvoru u zatvoru do 2017.
Inés del Río se žalila Europskom sudu za ljudska prava. Sud u Strasbourgu je godine 2012. presudio da je njen kontinuirani pritvor bio kršenje članaka 5. i 7. Europske konvencije o ljudskim pravima, koji pokrivaju pravo na nekažnjavanje bez primjene zakona, kao i kršenje prava na slobodu i sigurnost, što u biti znači da pravni standardi koji su se primjenjivali na nju nisu bila na snazi kada je počinio ta kaznena djela. Španjolska se žalila, ali je Europski sud potvrdio svoju odluku u listopadu 2013 zatražio hitno oslobađanje Inés del Rio i naredio španjolskoj vladi da joj plati odštetu u iznosi od 30.000.

Ova presuda je obvezujuća i Španjolska se obvezala da će je se pridržavati. Pretpostavlja se da presuda neće utjecati na desetke ostalih osuđenika po istoj dokrini.

## Vanjske poveznice
- http://www.loc.gov/law/help/parot-doctrine/spain-parot-doctrine.pdf (engl.)
- http://www.elperiodico.com/es/noticias/politica/que-doctrina-parot-2053903 (šp.)